# Julián Aguirre
Julián Antonio Tomás Aguirre (* 28. Januar 1868 in Buenos Aires; † 13. August 1924 ebenda) war ein argentinischer Komponist und Musikpädagoge.

## Leben
Aguirre kam im Alter von drei Jahren mit seiner Familie nach Madrid, wo sein Vater ein Klaviergeschäft eröffnete. Von 1882 bis 1886 studierte er am Real Conservatorio de Madrid Harmonielehre und Komposition bei José Aranguren de Aveñarro und Emilio Arrieta und Klavier bei Karl Beck. Später setzte er seine Ausbildung in Paris fort. 1887 kehrte er nach Argentinien zurück und ließ sich als Dozent, Musikkritiker und Pianist in Buenos Aires nieder.
Seit der Gründung durch Alberto Williams 1892 unterrichtete Aguirre am Conservatorio de Música de Buenos Aires. 1916 gründete er die Escuela Argentina de Música, die er bis zu seinem Tod leitete. In seinen Kompositionen, die formal von Isaac Albéniz und Enrique Granados beeinflusst waren, griff Aguirre Motive der argentinische Folklore auf. Bekannt wurden Werke wie die Aires Nacionales Argentinos, die Rapsodia Argentina für Violine und Klavier und das Klavierwerk Huella y Gato, das von Ernest Ansermet orchestriert wurde. 1957 wurde das Konservatorium von Banfield nach ihm benannt.

## Werke (Auswahl)

### Werke mit Opuszahl
- Intimas für Klavier op. 2 OCLC 15271854
- Intima Nr. 2 op. 11 für Klavier
- Aires nacionales argentinos für Klavier op. 17
  - Teil 1: Triste Nr. 1 – Triste Nr. 2 – Triste Nr. 3 – Triste Nr. 4 (Cordóba) – Triste Nr. 5
- Fábulas, Cantos escolares op. 28 Text: Samaniego (Digitalisat beim IMSLP)
  - 2. Teil: Los gatos escrupulosos - El león y la cierva - El muchacho y la fortuna - La alforja
- Nocturno für Violine und Klavier op. 30
- Aires Nacionales Argentinos op. 36
  - 2. Teil: Cancion Nr. 1 – Cancion Nr. 2. – Cancion Nr. 3 – Cancion Nr. 4. – Cancion Nr. 5:  Vidalita, Canto popular argentino[1]
- La rosa y la mosqueta op. 37, Gesang für zwei Frauenstimmen
- Luna blanca canto escolar op. 38, Text: Tomás Allende Yragorri OCLC 803798847
- Emblema op. 39 für Frauenchor
- Zamba, Danza argentina op. 40 OCLC 51428813
- Las banderas op. 40 Nr. 1, Tomás Allende Yragorri
- Fiesta en la aldea op. 40 Nr. 2, Text nach Gessner
- Bajaron los ángeles op. 40 Nr. 3, Text: José Selgas
- Al borde del agua op. 40 Nr. 4, Text: María Celina Barros y Arana
- Los Reyes Magos op. 40 Nr. 5, Text: Text: Heinrich Heine
- Era un ratoncito op. 41 Nr. 1, Text und Musik: Julián Aguirre
- Duérmete niño op. 41 Nr. 2, Text: M. Fernández Juncos
- Serenata campera für Gesang und Klavier h-moll  op. 42 OCLC 12820680
- Las mañanitas für Gesang und Klavier op. 43, Text: Tomás Allende Yragorri OCLC 12820621
- Bajaron los ángeles op. 43 Nr. 3, Text: José Selgas
- Estilo argentino; Cancion für zwei Frauenstimmen d-Moll op. 44 (Digitalisat beim IMSLP)
- La princesita op. 45
- Don Gato op. 46 Nr. 1
- Arre, caballito op. 46 Nr. 2
- Caminito für Gesang und Klavier op. 48, Text: Leopoldo Lugones (Digitalisat beim IMSLP)
- Huella,  Canción Argentina op. 49, Arthur Rubinstein gewidmet (Digitalisat beim IMSLP)
- El nido ausente op. 50, Text: Leopold Lugones (Digitalisat beim IMSLP)
- Rosas orientales für Gesang und Klavier a-Moll op. 51 OCLC 1336178389 (Digitalisat beim IMSLP)
- Cu cu op. 53
- El Zorzal, Canto tucumano op. 54 OCLC 803799012
- Romancillo del lobo, Canto escolar op. 55, Text: Ricardo Rojas OCLC 981449626
- Dos canciones de cuna für Gesang und Klavier op. 57 OCLC 12820479
- El soldadito de plomo für Gesang und Klavier op. 58, Text: Tristan Klingsor
- Cueca, Canción argentina, für Gesang und Klavier op. 61, Text: Leopold Lugones  OCLC 228026565

### Werke ohne Opuszahl
- 3 aires criollos für Klavier OCLC 51428811
- Aires nacionales argentinos 5 tristes OCLC 764947169
- Aires nacionales argentinos für Klavier OCLC 22101726
- Arre caballito
- Ballecito für Klavier
- Canciones Argentinas
- De mi país, serie sinfónica
- Don gato y otras canciones infantiles
- Gato (Digitalisat beim IMSLP)[2]
- Huella y gato für Klavier
- Idilio (Digitalisat beim IMSLP)
- Jardins für Gesang und Klavier, Text nach Johann Wolfgang von Goethe,  Chi mi ridona – Llorando yo en el bosque – Berceuse – La rose – Ton image – Le ciel est transi – La lune
- Madrigal, Text und Musik: Julián Aguirre
- Passional  für vier gleiche Stimmen, Text: Alberto Williams
- Rapsodia Argentina für Violine und Klavier
- Suite in vier Teilen für Klavier, 2. Teil: La danse de Belkiss
- Triste Nr. 1[3]
- Triste Nr. 3[3]
- Triste Nr. 4
  - Bearbeitung für Gitarre von Andrés Segovia[4]